# Catedral de Nuestra Señora de la Candelaria de El Banco
La Catedral de la Candelaria, oficialmente Catedral Nuestra Señora de la Candelaria de El Banco, es una iglesia catedralicia de culto católico dedicada a la Virgen de la Candelaria. El edificio está ubicada en el sur del municipio, cerca del Muelle fluvial de El Banco. Es el principal tempo de la Diócesis de El Banco, sede del Obispo. La construcción ha tenido varios cambios en su color a lo largo de los años.

## Historia

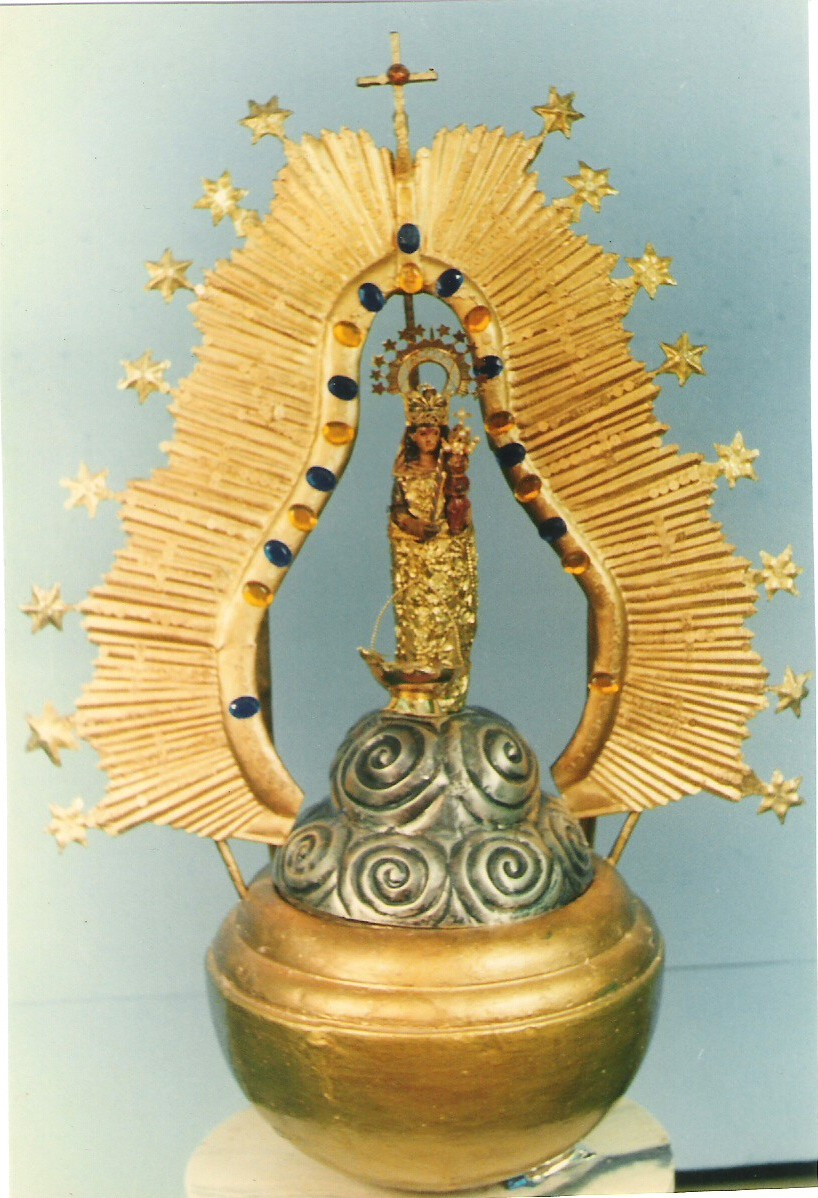
Patrona de la Nuestra Señora de la Candelaria

La construcción de la Catedral de Nuestra Señora de la Candelaria de El Banco se inició en el siglo XIX y fue concluida en el siglo XX. Originalmente era una modesta capilla de paja y bahareque, que con el tiempo fue ampliada y mejorada.
En 1804, un terremoto causó daños significativos en la iglesia, y fue necesario realizar trabajos de restauración. En 1849, el gobernador de la Provincia de El Banco, Juan de la Cruz Mejía, inició la construcción de una nueva iglesia en el mismo sitio donde estaba la antigua, y se finalizó en 1877. 
A lo largo de su historia, la Catedral de Nuestra Señora de la Candelaria ha sufrido varios cambios en su estructura y color.

## Áreas de la catedral

### Presbiterio
El presbiterio de la Catedral de Nuestra Señora de la Candelaria de El Banco es el espacio litúrgico donde se ubica el altar mayor y donde se celebra la Eucaristía. Es la zona más elevada de la iglesia, situada al final de la nave central y del transepto.

### Naves
Las tres naves son: la nave central y las dos naves laterales. La nave central es la más amplia y alta, y está flanqueada por dos naves laterales más bajas. Las naves laterales están separadas de la nave central por una serie de arcos o columnas que soportan el techo y permiten la entrada de luz natural a través de las ventanas altas.

### Altar
El altar es una estructura imponente y majestuosa ubicada en el presbiterio. Está decorado con elementos ornamentales doradosl, rodeada de elementos florales y simbólicos de la religión católica. Detrás del altar se encuentra un gran retablo dorada que representa a la Virgen de la Candelaria rodeada de ángeles y santos. El altar y el retablo son elementos centrales en la liturgia católica y son considerados un lugar sagrado y de gran importancia en la catedral.